# Sasaki Kojirō
Sasaki Kojirō (佐々木 小次郎 (Tá Tá Mộc Tiểu Thứ Lang)) là một kiếm khách Nhật Bản sống vào thời Azuchi-Momoyama cho đến đầu thời Edo. Kiếm khách này không rõ năm sinh, mất vào ngày 13 tháng 4 năm Keichō thứ 17 (13-5-1612). Kojirō hiệu là Ganryū, chữ Hán viết là 巌流 (Nham Lưu), 岸流 (Ngạn Lưu), 岸柳 (Ngạn Liễu), 岩龍 (Nham Long)..... Những chữ này tuy cách viết và nghĩa khác nhau nhưng đều phát âm là Ganryū trong tiếng Nhật.
Sasaki Kojirō trở nên nổi tiếng vì trận quyết đấu với kiếm hào Miyamoto Musashi trên đảo Ganryū (Ganryū-jima).

## Cuộc đời
Về xuất thân của Sasaki Kojirō thì còn nhiều điểm không rõ ràng. Có thuyết cho rằng Kojirō ra đời trong một gia đình hào tộc có thế lực ở làng Fukuda, quận Tagawa thuộc xứ Buzen (nay là tỉnh Fukuoka). Trong cuốn "Nhị Thiên ký" (Nitenki) do Toyoda Kagehide ở phiên trấn Kumamoto biên tập vào năm An-ei thứ 5 (1776) thì ghi rằng Kojirō xuất thân từ làng Jōkyōji thuộc xứ Echizen (nay là tỉnh Fukui) và hội đắc được bí kiếm "Tsubame-gaeshi" tại thác nước Ichijō-taki thuộc địa phận Fukui. Trong tiểu thuyết "Miyamoto Musashi", tác giả Yoshikawa Eiji viết rằng Kojirō xuất thân từ xứ Suō. Năm sinh của Kojirō được cho là vào niên hiệu Tenshō hoặc Eiroku. Kojirō họ Sasaki, nhưng trong sách "Tanji Hōkin Hikki" thì ghi là họ Tsuta.
Sasaki Kojirō được cho là theo học kiếm pháp với Toda Seigen, cao thủ phái Chūjō-ryū, lại có thuyết khác cho rằng Kojirō là đệ tử của Kanemaki Jisai, học trò của Toda Seigen. Đầu tiên Kojirō theo thờ họ Mōri ở xứ Aki, lang thang khắp các xứ để trau dồi võ công, sáng tạo ra thế kiếm "Tsubame-gaeshi" và gây dựng nên phái kiếm Gan-ryū. Sau Kojirō giữ chức Shihan dạy kiếm thuật cho chúa phiên Kokura. Năm Keichō thứ 17 (1612), Kojirō sử thanh trường kiếm Bizen Osafune Nagamitsu dài 3 thước 3 thốn (chừng 1 mét) quyết đấu với kiếm khách giang hồ Miyamoto Musashi trên đảo Ganryū và chết trong trận đấu đó. Vì thua trận nên hậu thế gọi thanh kiếm của Kojirō bằng tục danh "Monohoshi-zao", nghĩa là cây sào phơi đồ, với ý châm chọc là kiếm chỉ dài thôi chứ chẳng chém được ai.
Rất nhiều sử liệu ghi chép rằng Kojirō thua chết trong trận quyết đấu trên đảo Ganryū với Miyamoto Musashi, nhưng theo Numata Nobumoto, quan Gia Lão của lãnh chúa Hosokawa phiên Kokura viết lại trong cuốn sách của ông là "Numata kaki" (ký ghi chép của họ Numata) thì Musashi đã không giết chết Kojirō trong trận đấu đó. Kojirō đấu thua, chặp sau tỉnh lại thì bị đám đệ tử của Musashi giết chết. Numata cũng viết rằng chúng đệ tử của Kojirō hận Musashi vì đấu thua, toan tập kích Musashi nhưng nhờ Numata giúp đỡ mà Musashi thoát được. Sách viết nguyên nhân dẫn đến trận quyết đấu trên đảo là do đám đệ tử quá khích của hai người tranh cãi hơn thua về sư phụ chúng.

## Năm mất

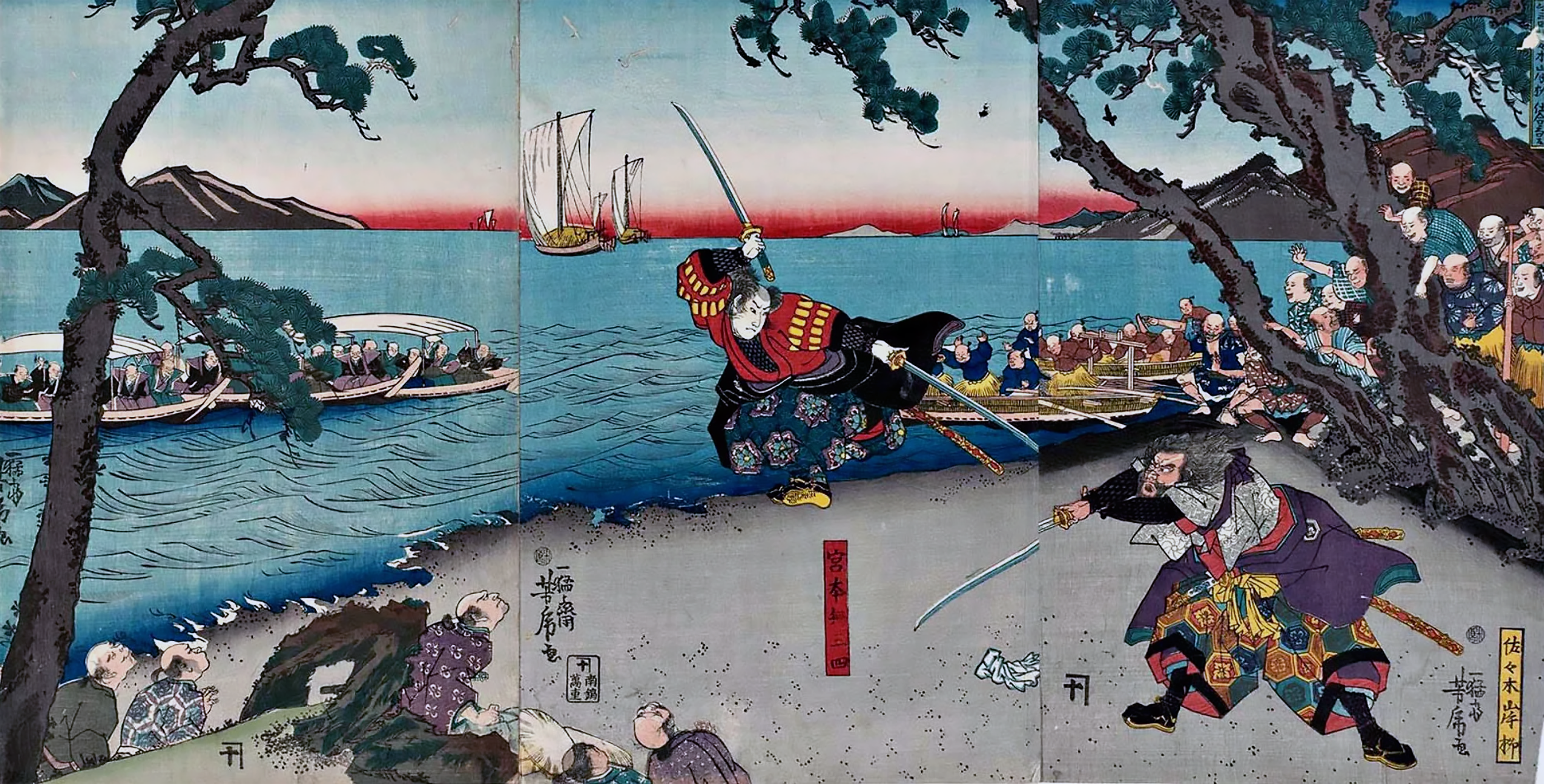
Trận quyết đấu nổi tiếng giữa kiếm sư Miyamoto Musashi (trái) và Sasaki Kojiro (Ganryu) tại đảo Ganryu-jima.

Trong "Nitenki" (Nhị Thiên ký), cuốn truyện ký kể về Miyamoto Musashi do quan Gia lão của chúa Hosokawa là Toyoda Kagehide viết có đoạn chép rằng khi quyết đấu với Musashi trên đảo Ganryū thì Kojirō đã 18 tuổi. Nhưng trong cuốn "Bukōden" (Võ công truyện) vốn là nguyên bản của "Nitenki" thì không có đoạn chép trên nhưng có đoạn viết rằng Sasaki Kojirō sáng lập môn phái năm 18 tuổi. Nếu căn cứ vào việc Kojirō gặp gỡ Toda Seigen thì ít nhất cũng đã trên 50 tuổi, nếu là đệ tử chân truyền của Seigen thì Kojirō phải là một lão nhân. Do đó có nhiều thuyết cho rằng sách ghi sai số tuổi của Kojirō lúc quyết đấu trên đảo từ "thất bát" (78) thành "thập bát" (18) bởi Hán tự "thất" và "thập" có tự dạng gần giống nhau. Lại xem nếu Kojirō là đệ tử của Kanemaki Jisai thì rất nhiều khả năng Kojirō nhiều tuổi hơn Musashi.

## Tính cách
Nhân vật Sasaki Kojirō được đại đa số dân Nhật cho rằng là người ngạo mạn bất tôn, tuy có tài nhưng ba hoa lắm tật, lại xảo quyệt gian manh. Quan niệm này xuất phát từ cuốn tiểu thuyết "Miyamoto Musashi" của văn hào Yoshikawa Eiji, trong đó Kojirō là đối thủ chính của nhân vật chính là Musashi được mô tả với những đặc tính tốt đẹp của dân tộc Nhật còn Kojirō thì hoàn toàn ngược lại. Tác giả Yoshikawa còn miêu tả Kojirō như một kẻ đồng bóng, thích ăn mặc lòe loẹt, đỏm dáng. Trong "Kōdan Miyamoto Musashi" của diễn giả Itō Ryōchō cũng mô tả Sasaki Ganryū Kojirō như kẻ quỷ quyệt, láu cá. Một số truyện ký, ký sự cổ từ thời Edo cũng nhìn nhận Kojirō với những tính cách tiêu cực như vậy.
Tuy nhiên cũng có những quan điểm ủng hộ Kojirō, phản bác lại cách nhìn nhận truyền thống đối với nhân vật này. Điển hình là nhà văn Murakami Genzō trong tiểu thuyết "Sasaki Kojirō" của mình cũng đã miêu tả nhân vật này với những tính cách tích cực và nhìn nhận tiêu cực về Miyamoto Musashi. Họa sĩ truyện tranh Inoue Takehiko thì miêu tả Kojirō trong tác phẩm Vagabond của mình là một kiếm khách thiên tài nhưng câm điếc bẩm sinh, mang nhiều nét thơ ngây và ít nhiều thể hiện thiện cảm đối với nhân vật này, dù nhân vật chính của tác phẩm vẫn là Musashi.

## Tuyệt kỹ Tsubame-gaeshi
Tuyệt chiêu của Sasaki Kojirō thường được nhắc đến là Tsubame-gaeshi (燕返し/ つばめがえし) với đặc trưng là hai nhát chém chớp nhoáng theo hướng ngược nhau. Sở dĩ chiêu thức này có tên như vậy là vì nó mô phỏng động tác bay lượn của chim én, nhanh gọn và đảo hướng bất ngờ. Kojiō sáng tạo nên tuyệt kỹ này khi quan sát én bay trên cầu Kintai ở xứ Iwakuni. Tuy nhiên, trong một phim tài liệu trên đài Terebi Asahi vào năm 2007, có chứng cớ cho thấy rằng Tsubame-gaeshi chỉ là sản phẩm của hậu thế gán cho Kojirō vào khoảng 60 năm sau ngày quyết đấu trên đảo Ganryū. Theo phim tài liệu này thì nguyên bản của chiêu thức Tsubame-gaeshi chính là chiêu kiếm Torakiri.
Trong "Kōdan Miyamoto Musashi", diễn giả Itō Ryōchō kể rằng Kojirō hội đắc được kiếm pháp này khi chém đứt cánh chim én bay vào nhà. Chim én là loài bay lượn vô địch trên trời, nhưng tuyệt kỹ Tsubame-gaeshi của Sasaki Kojirō có thể chém rụng cánh én nhờ tốc độ thần sầu và độ chính xác của nó. Nhiều phái kiếm cổ như Yagyū-ryū cũng có chiêu thức Tsubame-gaeshi với hai nhát chém thần tốc ngược hướng nhau, thường là nhát đầu tiên bổ thẳng từ trên xuống và ngay sau đó là nhát chém ngược từ dưới lên.

## Sasaki Kojirō trong văn hóa đại chúng
Hình tượng Sasaki Kojirō rất phổ biến trong văn hóa đại chúng Nhật Bản, và thường xuất hiện trong vai trò đối lập với nhân vật Musashi.
Phim ảnh
- Sasaki Kojirō (1950, nguyên tác Murakami Genzō, đạo diễn Inagaki Hiroshi, tài tử Ōtani Tomoemon thủ diễn)
- Zoku Sasaki Kojirō (1951, nguyên tác Murakami Genzō, đạo diễn Inagaki Hiroshi, tài tử Ōtani Tomoemon thủ diễn)
- Kanketsu Sasaki Kojirō (1951, nguyên tác Murakami Genzō, đạo diễn Inagaki Hiroshi, tài tử Ōtani Tomoemon thủ diễn)
- Kettō Ganryū-jima (1956, nguyên tác Yoshikawa Eiji, đạo diễn Inagaki Hiroshi, tài tử Tsuruta Kōji diễn)
- Miyamoto Musashi Nitō-ryū Kaigan (1963, nguyên tác Yoshikawa Eiji, đạo diễn Uchida Tomu, tài tử Takakura Ken diễn)
- Miyamoto Musashi Ichijō-ji no kettō (1964, nguyên tác Yoshikawa Eiji, đạo diễn Uchida Tomu, tài tử Takakura Ken diễn)
- Miyamoto Musashi Ganryū-jima no kettō (1965, nguyên tác Yoshikawa Eiji, đạo diễn Uchida Tomu, tài tử Takakura Ken diễn)
- Sasaki Kojirō (1967, Murakami Genzō, đạo diễn Inagaki Hiroshi, tài tử Onoue Kikunosuke)
- Miyamoto Musashi (1973, nguyên tác Yoshikawa Eiji, đạo diễn Katō Tai, Tamiya Jirō diễn)
- Makai Tenshō (1981, nguyên tác Yamada Fūtarō, Shirai Jirō diễn)
- Ganryū-jima GANRYUJIMA (2003, đạo diễn Chiba Seiji, Nishimura Masahiko diễn)

Phim truyền hình
- Miyamoto Musashi (1961, Fuji Terebi, Nakaya Noboru diễn)
- Sorekara no Musashi (1964, 1965, Mainichi Hōsō, Utsui Ken diễn)
- Miyamoto Musashi (1965, Nihon Terebi, Nakatani Ichirō diễn)
- Miyamoto Musashi (1970, NET, Yamazaki Tsutomu diễn)
- Miyamoto Musashi (1975, Kansai Terebi, Hamahata Kenkichi diễn)
- Miyamoto Musashi (1984, NHK Taiga Drama, Naka Kōji diễn)
- Miyamoto Musashi (1990, Terebi Tōkyō, Murakami Hiroaki diễn)
- Ganryū-jima (1992, NHK, Watanabe Ken diễn)
- Tokugawa Kengōden Sorekara no Musashi (1996, Terebi Tōkyō, Takuma Shin diễn)
- Miyamoto Musashi (2001, Terebi Tōkyō, Yoshida Eisaku diễn)
- Musashi MUSASHI (2003, NHK Taiga Drama, Matsuoka Masahiro diễn)

Manga
- Vagabond (nguyên tác Yoshikawa Eiji, vẽ tranh Inoue Takehiko)
- GANRYU
- YAIBA
- Gag Manga Biyori
- Fate/stay_night
- Shuumatsu No Valkyrie (Record of Ragnarok)

Video Game
- Series Kengō (Genki phát hành)
- Series Nobunaga no Yabō (Koei phát hành)
- Series Taikō Risshiden (Koei phát hành)
- Sengoku Musō 2 Mōshōden (Koei phát hành)
- Musō OROCHI Maō sairin (Koei phát hành)
- THE Kassen Sekigahara (3D Publisher)
- Aku daikan 2 (GAE)
- Edo mono (GAE)
- Ryū ga gotoku kenzan (Sega)
- Fate/Grand Order
- LORD of VERMILION Re:2（SQUARE ENIX）